# テスト・ザ・ネイション
テスト・ザ・ネイション (Test the Nation) は、1998年にオランダの放送局BNNで始まったIQテストおよび自己分析テストを行う番組である。日本では2003年 - 2008年にテレビ朝日が年に1度ほどのペースで特別番組として放送。本番組はいわゆる「クイズ番組」ではなく、れっきとしたテストであると謳われる。

## 概要
主に視聴者が自らの知能指数 (IQ) の測定や特定のテーマ関して自己分析を行う為の「指数」を測定することが目的。同時に医師、学校教師、モデル、学生、セレブリティ、消防職員など特定の職業に就く一般国民もスタジオに招かれ、同一の問題を解いていく。全問出題されたのち最初の問題から順に答え合わせが行われる（2005年度から、ある程度問題を解いたらその都度答え合わせを行った）。その後、年齢と正解数に応じた「指数表」が発表され、直後に視聴者から任意によりインターネット経由で各自の指数が送られ、居住地域別、血液型別、性別、12星座別などあらゆる側面からどういった人が高指数だったのかを分析していく。
また、IQテストの他に「運転適正テスト」や「男女の相性テスト」などのバリエーションがあり、日本語版では従来IQテストのみを実施していたが、2005年版のIQテストに試験的に「適職判定」を盛り込み、2007年版では「人間関係力テスト」を実施した。2008年版はテレビ朝日開局50周年記念特別番組として「地球テスト」を放送した。
テストはペパーダイン大学のウィリアム・ラフィッテを中心とした研究チームによって開発、オランダのテレビ制作会社、アイワークスが番組を企画。全問4者択一式であるが、総問題数は国によってまちまちである（60問 - 70問前後）。内容は知能テストで出題されるものに類似していて、言語、数的理論（数列の穴埋めなど）、推論、理論、知覚、記憶などの分野から出題。

## 主な放送されている国と放送局
- イギリス - 英国放送協会 (BBC ONE)
- アメリカ合衆国 - Fox Broadcasting Company
- カナダ - カナダ放送協会
- 日本 - テレビ朝日
- オーストラリア - Nine Network
- ニュージーランド - テレビジョン・ニュージーランド (TV One)
- ドイツ - RTLテレビ
- イタリア
- オランダ - BNN
- ベルギー - VRT
- フランス - M6
- アイルランド - RTE

## 日本版

### テスト実施日（放送日）
- 2003年度版 : 2003年11月3日 月曜日（文化の日） 19時00分 - 21時48分 放送時間2時間48分（IQテスト）
- 2004年度版 : 2004年11月3日 水曜日（文化の日） 19時00分 - 21時54分 放送時間2時間54分（IQテスト）
- 2005年度版 : 2005年11月27日 日曜日 18時56分 - 21時24分 放送時間2時間28分（「適職が分かる」IQテスト）
- 2007年版 : 2007年2月12日 月曜日（振替休日） 19時00分 - 21時24分 放送時間2時間24分（人間関係力テスト）
- 2008年版 : 2008年5月6日  火曜日（振替休日） 19時09分 - 21時54分 放送時間2時間45分（フシギとキセキの星 地球テスト）

2004年度は、水曜日であるということと、放送終了後すぐに『報道ステーション』があったということで、通常の第4スタジオではなく、そのまま当番組のスタジオから『報道ステーション』を放送した。
2007年は月曜日だったが、21時24分までの放送のために通常放送である『ビートたけしのTVタックル』を挟んで『報道ステーション』が放送された（それぞれ30分繰り下げ）。
2008年は本放送の前に19時00分 - 19時09分の9分間（CMを含む）の事前放送があった。また、2004年度同様、ステブレレスで『報道ステーション』を放送した。今回古館はエンディング直前にスタジオを退席し、報道ステーションはいつものスタジオから通常通り放送された。

### 司会
司会は古舘伊知郎と小池栄子が第1回（2003年度版）から第5回（2008年版）まで続けて担当している。

### 問題構成
問題は2004年までは「言語」「記憶」「論理」「数」「知覚」の5種類から計70問出題。2005年からは左脳テスト「分析力」「論理力」右脳テスト「空間認識力」「想像力」その他「記憶力」「判断力」の6種類から計80問出題。基本的には1ジャンル5問だが、例外もある（2004年の視覚記憶、聴覚記憶はそれぞれ4問、映像記憶は2問、2005年の視覚記憶は3問、CM視覚記憶は2問）。また、各ジャンルの問題を解く前に1問ずつ例題が出題される（2004年の映像記憶、聴覚記憶、2005年のCM視覚記憶、聴覚記憶は例題無し）。ちなみに2005年度版では解答の度合いによって「自分の適職」を診断することができた。2008年版は「地球」をテーマにした問題を計100問、全て2択問題で出題。
- 2003年度版
  1. 言語 10問（言葉の並べ替え、ことわざ）
  2. 記憶 10問（言語記憶、視覚記憶）
  3. 論理 20問（列の完成、仲間はずれ、思考、図形の類推）
  4. 数 10問（計算、数列）
  5. 知覚 20問（回転、図形合わせ、パズル、視覚化）
- 2004年度版
  1. 言語 10問（言葉の並べ替え、同音異義語）
  2. 記憶 15問（視覚記憶、映像記憶、聴覚記憶、ペア記憶）
  3. 論理 15問（列の完成、分類、推論）
  4. 数 10問（等式、数字パズル）
  5. 知覚 20問（合体図形、本物さがし、視点転換、視覚化）
- 2005年度版
  - 左脳ブロック　2種類計30問
    1. 分析力 15問（ことばの推理、ことばの穴埋め、共通するひらがな）
    2. 論理力 15問（質問文の完成、音の記号化、文字の順序記憶）

  - 右脳ブロック　2種類計30問
    1. 空間認識力 15問（折り紙パンチ、瞬間まちがい探し、方角テスト）
    2. 想像力 15問（多い顔を探せ、ロープの結び目、顔の順序記憶）

  - 総合ブロック　2種類計20問
    1. 記憶力 10問（視覚記憶、CM視覚記憶、聴覚記憶）
    2. 判断力 10問（フラッシュたし算、即断!右手・左手）

  - 志向性テスト 1問（A、B、の二択、適職診断に使用され、IQの値には影響しない）
- 2007年版　人間関係力テスト
  - 第1ブロック 人を見抜く力 20問（関係を見抜け!、顔の印象、要するにナニ?）
  - 第2ブロック 心の柔軟性 10問（あなたには見えますか?、ナニを描いたの?）
  - 第3ブロック 気持ちを読む力 15問（この外国人ナニ話してる?、愛想笑いに気づけるか!）
  - 第4ブロック センス 10問（価値が高いのはどれ?、ユーモアテスト）
  - 第5ブロック 心の安定性 15問（あなたならどっち?）
    - Q56 - Q60　他人への信頼度
    - Q61 - Q65　心の穏やかさ
    - Q66 - Q70　感情を抑える力
- 2008年版　フシギとキセキの星　地球テスト
  - 第1ブロック この星のコト 10問
  - 第2ブロック 動物のコト  23問（ボクを知ってる?、フシギがいっぱい）
  - 第3ブロック 自然のコト 32問（世界絶景ツアー、昆虫かくれんぼ、異常気象の恐怖、絶滅を止めろ!）
  - 第4ブロック 人間のコト 20問（食べ物はどこから?、広がる格差）
  - 第5ブロック 未来のコト 15問（ミラクルリサイクル、世界エコアイデア）

### 適用年齢
2003年は16歳 - 70歳以上までだったが2004年から10歳以上 - 70歳以下となった。
参考IQ（2003年度版の15歳以下の人の参考IQを算出する方法）
- 12 - 15歳 : 同じ得点の16-19歳のIQの値に5を足す
- 11歳以下 : 同じ得点の70歳以上のIQとほぼ符合

### 受験方法
筆記
紙と筆記用具
番組を見ながら問題の答えを記入、番組の流れに沿って答え合わせを行う。
番組オリジナル解答用紙
解答用紙には解答欄がわかりやすく記載されている。番組公式サイトでPDFファイルにて提供されているほか、協賛スポンサーの店舗にて手に入れることが出来る。
- 2003年度版・2004年度版 - Vodafone（現SoftBank）ショップ、NISSANディーラー各店舗、ローソン
- 2005年度版 - Vodafoneショップ、NISSANディーラー各店舗
- 2007年版 - SoftBankショップ、NISSANディーラー各店舗
- 2008年版 - イオングループ各店舗

また、放送当日の朝日新聞などにも掲載されていることがある。
オンライン
オンラインで受験する場合は、性別や血液型などのアンケートに答え、自らの解答とともに送信。番組の最後に結果として公表される。
パソコン
公式サイトから無料のアプリケーションソフトウェアをダウンロードして解答し、番組の流れに沿って解答及び答えあわせを進めると、最後に結果が送られてくる。尚アプリケーションソフトはWindows版のみ提供されている。
携帯電話
公式サイトでは携帯電話用のS!アプリとiアプリが提供されている。パソコン用アプリケーションと同じく放送の流れに沿って解答する。尚現在のところEZアプリは提供されておらず、au（Flash対応機種に限る）ユーザーは放送時に公式サイトにアクセスして直接通信で受験することになる。それぞれの対応機種は公式サイトを参照のこと。
地上デジタル放送
テスト・ザ・ネイションは地デジのデータ放送に対応しており、データ放送でテストへの参加が可能となっている。出題される問題はすべて4択以内の選択制となっていて、選択肢はリモコンの4色ボタンに対応している。
ワンセグ
ワンセグ放送のデータ放送が受信できる端末でもテストへの参加が可能。また、携帯用公式サイトで放送の視聴予約も可能。
なお、パソコン用及び携帯電話用アプリケーションソフトは番組直前にダウンロードが殺到するため、番組は事前のダウンロードを推奨している。
再受験
これまで放送された番組内のテストを再び受験することができる。詳細は 公式サイト を参照のこと。

### スタジオ参加者
2004年までは職業別の6チーム各40名と各界の著名人で構成されたセレブリティ5、6名の計7チーム250名弱。2005年は年収別の4チーム各50名とゲスト5名の計205名。

#### スタジオ参加チーム
- 2003年度版
  - 大工　医者　巨乳　セレブリティ　先生　武道家　東大生　計246名
- 2004年度版
  - 東大生　タクシードライバー　銀座のママ　セレブリティ　料理人　専業主婦　官僚　計245名
- 2005年度版
  - 年収100万円　年収500万円　年収1000万円　年収2000万円　計205名
- 2007年版
  - 先生　看護師　東大生　芸能人　ホスト　グラビアアイドル　アキバ系　計246名
- 2008年版
  - 総勢206名

#### セレブリティ
各年度とも肩書きは放送当時のもの。
- 2003年度版
  - 東京外国語大学卒　光浦靖子
  - シダックス監督　野村克也
  - 女流棋士　高橋和
  - 俳優　石坂浩二
  - 弁護士　住田裕子
  - 慶應義塾大学卒　ふかわりょう
- 2004年度版
  - 弁護士　北村晴男
  - 女優　杉田かおる
  - アテネ五輪銀メダリスト　武田美保
  - コラムニスト　天野祐吉
  - 振付師　KABA.ちゃん
- 2005年度版
  - ライブドア社長（当時）　堀江貴文
  - タレント　坂下千里子
  - お笑い芸人　ビビる大木
  - エジプト考古学者　吉村作治
  - 囲碁インストラクター　稲葉禄子
- 2007年版
  - 俳優　石坂浩二
  - 歌手　八代亜紀
  - お笑い芸人　土田晃之
  - お笑い芸人　チュートリアル（徳井義実・福田充徳）
  - モデルタレント　梨花
- 2008年版
  - 徳光和夫
  - 柴田理恵
  - 東国原英夫
  - 山本モナ
  - 上地雄輔
  - Take2東貴博

### 結果

#### 2003年版
- 血液型別IQ
  - A型 104　B型 105　O型 104　AB型 105
- 都道府県別IQ
  - 107 京都府　徳島県　高知県
  - 106 東京都　新潟県　富山県　石川県　福井県　奈良県　島根県
  - 105 千葉県　神奈川県　大阪府　兵庫県　和歌山県　鳥取県　岡山県　香川県　宮崎県
  - 104 北海道　青森県　岩手県　山形県　福島県　埼玉県　山梨県　愛知県　滋賀県　広島県　山口県　愛媛県　福岡県　佐賀県　熊本県
  - 103 宮城県　秋田県　栃木県　群馬県　長野県　岐阜県　静岡県　三重県　長崎県　大分県　鹿児島県
  - 102 茨城県
  - 100 沖縄県
- 好きな野球チーム別IQ
  - 108 千葉ロッテ　日本ハム
  - 107 広島　近鉄　オリックス
  - 106 西武　中日　横浜
  - 105 ヤクルト　阪神
  - 104 ダイエー
  - 103 巨人
- 未婚・既婚・離婚別IQ
  - 未婚 104　既婚 105　離婚 103
- 星座別IQ
  - 105 双子座　蟹座　獅子座　射手座
  - 104 牡羊座　牡牛座　乙女座　天秤座　蠍座　山羊座　水瓶座　魚座
- 性別IQ
  - 男性 106　女性 102
- スタジオ内グループ別IQ
  1. 東大生 121
  2. 医者 111
  3. 先生 109
  4. セレブリティ 98
  5. 大工 95
  6. 巨乳 94
  7. 武道家 93
- スタジオ参加者個人IQ
  - スタジオ参加者第1位　医者32番 IQ144
  - スタジオ参加者第1位　東大生31番 IQ144
  - セレブリティ第1位　石坂浩二 IQ132
  - スタジオ参加者第3位　東大生30番
  - スタジオ参加者女子第1位　東大生 IQ134

#### 2004年版
- 血液型別IQ
  - A型 106　B型 106　O型 106　AB型 105
- 都道府県別IQ
  - 109 福井県　宮崎県
  - 108 滋賀県
  - 107 青森県　秋田県　山形県　新潟県　富山県　山梨県　静岡県　愛知県　京都府　兵庫県　鳥取県　岡山県　広島県　徳島県　香川県　長崎県
  - 106 岩手県　宮城県　福島県　群馬県　東京都　石川県　長野県　岐阜県　山口県　愛媛県　高知県　大分県　鹿児島県
  - 105 北海道　千葉県　神奈川県　奈良県　島根県　福岡県　佐賀県　熊本県
  - 104 栃木県　埼玉県　三重県　大阪府　和歌山県
  - 103 茨城県　沖縄県
- 頭髪
  - フサフサ 107　少々 105　無し 101
- バストサイズ別IQ
  - Aカップ 104　Bカップ 104　Cカップ 104　Dカップ 104　Eカップ以上 104
- 盲腸を……?
  - 切った 104　切ってない 106
- 性別IQ
  - 男性 107　女性 104
- スタジオ内グループ別IQ
  1. 東大生 120
  2. 官僚 114
  3. 専業主婦103
  4. セレブリティ 101
  5. タクシードライバー 96
  6. 料理人 95
  7. 銀座のママ 91
- スタジオ参加者個人IQ
  - スタジオ参加者第1位　東大生38番 IQ145
  - スタジオ参加者第2位　専業主婦18番 IQ136
  - セレブリティ第1位　天野祐吉 IQ109
  - 前年度第1位　東大生18番 IQ130
- 全国第1位
  - 静岡県在住　56歳男性　IQ181

#### 2005年版
- 日本人のIQ分布図
  - IQ150以上　1/2千人　0,05%
  - IQ149-140　0,35%
  - IQ139-130　1,6%
  - IQ129-120　7%
  - IQ119-100　41%
  - IQ99-80　41%
  - IQ79以下　9%
- 全国男女別IQ
  - 男性 102　女性 100
- 年収チーム別IQ順位
  1. 2000万円　104
  2. 100万円　102
  3. 500万円　101
  4. 1000万円　98
- スタジオ参加者個人IQ
  - ゲスト第1位　吉村作治　IQ100
  - 堀江貴文　IQ98（ゲスト第2位）
  - スタジオ参加者第1位　年収100万円　中村ちひろ　アイドル　IQ136
- 全国第1位
  - IQ　163
  - 性別　男性
  - 年齢　55歳
  - 職業　事務職
  - 脳のタイプ　右・右型
  - 年収　1000万円

#### 2007年版
- 人間関係指数
  - 123以上　達人
  - 108以上123未満　充実
  - 93以上108未満　標準
  - 78以上93未満　やや不足
  - 78未満　鍛え直し
- 都道府県別
  - 1　鳥取県　98
  - 2　徳島県　95
  - 3　福井県　94
  - 3　東京都　94
  - 3　岩手県　94
- 職業別
  - 1　クリエイティブ系　96
  - 2　教育系　95
  - 3　IT系　94
  - 3　福祉系　94
  - 3　医療系　94
- スタジオランキング
  - 1　看護師　102
  - 1　東大生　102
  - 3　グラビアアイドル　97
  - 4　芸能人　96
  - 5　教師　94
  - 6　ホスト　89
  - 6　アキバ系　89
- スタジオ参加者個人
  - 芸能人第1位　石坂浩二 128
  - スタジオ参加者第1位　東大生2番 134
  - スタジオ参加者第1位　東大生30番 134
  - スタジオ参加者第3位　アキバ系40番 131
- 男女別
  - 男性 91　女性 93

#### 2008年版
- 全国点数分布（100点満点）
  - 90点以上 1% 
  - 80点台　15% 
  - 70点台　52% 
  - 60点台　24% 
  - 59点以下 6%
- 全国平均点（100点満点）
  - 71点
- スタジオ1位
  - 占い師 157番 84点
- ゲスト1位
  - 東貴博　77点
- 100点満点 獲得者
  - 参加者17万8324人中　3人
- 世代別平均点
  - 10代以下　69.0点
  - 20代　　　71.3点
  - 30代　　　72.7点
  - 40代　　　73.3点
  - 50代　　　72.3点
  - 60代以上　70.0点
- 男女別平均点
  - 男性72.3点　女性70.9点

### 適職判定
- 左・左型
  - ヒト派　裁判官　弁護士　外交官　経営コンサルタント　フライト・アテンダント　ツアーコンダクター
  - モノ派　外科医　歯科医　官僚　公認会計士　気象予報士　公務員　土木　製造業　事務職
- 左・右型
  - ヒト派　教師　聖職者　俳優　消防士　美容師　鍼灸師　エステティシャン　接客業
  - モノ派　大学教授　宇宙飛行士　パイロット　指揮者　大工　農林漁業　タクシードライバー
- 右・右型
  - ヒト派　ミュージシャン　映画監督　プロデューサー　デザイナー　お笑い芸人　介護士　保育士　カウンセラー　スタイリスト
  - モノ派　画家　作曲家　陶芸家　写真家　棋士　スポーツ選手　イラストレーター　ダンサー
- 右・左型
  - ヒト派　会社経営者　内科医　作家　演出家　記者　アナウンサー　金融業　警察官　看護師　営業職　販売員
  - モノ派　研究者　建築家　漫画家　エンジニア　ゲームクリエーター　獣医　料理人

#### 日本人の脳のタイプ比率
- 左・左型　13%
- 左・右型　14%
- 右・右型　43%
- 右・左型　30%

### インターネット・携帯アクセス数
- 2003年度版　約30万件
- 2004年度版　約55万件
- 2005年度版　100万件以上
- 2007年版　80万件以上
- 2008年版　17万8,000件以上

### 補足
- 2004年度版では、古舘にとっては生放送が2番組連続で（本番組と報道ステーション）続くことになった（前年は久米宏司会の『ニュースステーション』）。この日は、引き続き報道ステーションの放送をテスト・ザ・ネイションのスタジオで行い、そのときにはオープニングもIQテスト特別仕様になった。また、2004年の放送ではスタジオの特性を生かし、かつこの日がアメリカ大統領選挙だったことから「アメリカ大統領に誰がなってほしい?」というアンケートを実施した。
- 2004年度版から出題されている聴覚記憶は、各国で放送されているIQテストで世界初登場となった出題形式である。また、2005年度版の「自分の適職がわかる」という試みも世界初である。
- 古舘は最後の回となっている2008年度版を最後に報道ステーション以外の司会およびバラエティ番組の司会を2016年の報道ステーション降板後まで行わなかった。

### 視聴率
- 2003年度版 17.8%
- 2004年度版 12.2%
- 2005年度版 11.8%
- 2007年版 11.2%
- 2008年版 12.2%

### 書籍
体験版20問の問題と解答、テレビで放送された本番のテスト70問の計90問やプレテストでのIQデータなどが掲載され、巻末には解答用紙が付いている。また、本番テストの解答と職業適性ペンタゴナル・チャート、IQ早見表が袋とじになっている。
- テスト・ザ・ネイションIQworkbook ISBN 4881312693
  - 各ジャンルについてのコラムが載っている。
- テスト・ザ・ネイション2004年度版IQworkbook IQ（自分）の変化をみつめる勇気のある人へ ISBN 4881312790
  - 各タイプ別の脳力UP法や昨年のIQデータとの比較。

### 受賞
- 第21回ATP賞2004　最優秀賞　情報・バラエティ部門